# Coupe de France féminine de handball 2002-2003
Navigation
2001-2002 2004-2005
La coupe de France 2002-2003 est la 12e édition de la coupe de France féminine de handball, compétition à élimination directe mettant aux prises des clubs de handball amateurs et professionnels affiliés à la Fédération française de handball.
Le tenant du titre est l'ES Besançon, vainqueur en 2001-2002 de Dijon.
La finale est remportée par ES Besançon face à Nîmes (29-21). Besançon remporte son 3e titre consécutif dans la compétition.
Après avoir remporté la Coupe de la Ligue 2003 en mars, Besançon gagne la coupe de France, second trophée de la saison pour le club. À l'issue de la saison, Besançon réalise un quadruplé inédit en France en remportant également la Coupe d'Europe des vainqueurs de coupe et le championnat.

## Modalités
Les quatre premiers du championnat 2001-2002 (HB Metz Métropole, ES Besançon, Cercle Dijon Bourgogne et Toulon Var Handball) n'entrent en lice qu'au stade des quarts de finale (tirage au sort le 9 décembre).

## Résultats

### Deuxième tour
Les résultats du 2e tour sont :
| Équipe 1                    | Score   | Équipe 2                    | Aller | Retour |
| --------------------------- | ------- | --------------------------- | ----- | ------ |
| CS Vesoul (D2)              | 47 – 46 | ESC Yutz (D2)               | 25-21 | 22-24  |
| HOC Saint-Cyr-sur-Mer (D2)  | 50 – 46 | CA Bègles (D2)              | 27-25 | 23-19  |
| SC Angoulême (D1)           | 42 – 38 | US Mios (D2)                | 26-17 | 16-21  |
| ASUL Vaulx-en-Velin (D1)    | 49 – 40 | US Alfortville (D2)         | 24-19 | 25-21  |
| SUN AL Bouillargues (D1)    | 52 – 44 | AS Bondy (D1)               | 26-24 | 26-20  |
| Issy-les-Moulineaux HB (D1) | 59 – 53 | HB Octeville/Mer (D2)       | 28-28 | 31-25  |
| Le Havre AC (D1)            | 63 – 54 | SA Mérignac (D1)            | 27-29 | 36-25  |
| HBC Nîmes (D1)              | 49 – 36 | CJF Fleury-les-Aubrais (D2) | 23-18 | 26-18  |

### Troisième tour
Le tirage au sort du 3e tour a eu lieu en novembre 2002. Les résultats ne sont pas connus :
| Équipe 1                   | Score   | Équipe 2                    | Aller | Retour |
| -------------------------- | ------- | --------------------------- | ----- | ------ |
| SUN AL Bouillargues (D1)   | .. – .. | Issy-les-Moulineaux HB (D1) | ..-.. | ..-..  |
| Le Havre AC (D1)           | .. – .. | ASUL Vaulx-en-Velin (D1)    | ..-.. | ..-..  |
| HOC Saint-Cyr-sur-Mer (D2) | .. – .. | SC Angoulême (D1)           | ..-.. | ..-..  |
| CS Vesoul (D2)             | .. – .. | HBC Nîmes (D1)              | ..-.. | ..-..  |

### Quarts de finale
Le tirage au sort des quarts de finale a eu lieu le 9 décembre 2002. Les résultats ne sont pas connus :
| Équipe 1                    | Score   | Équipe 2                    | Aller | Retour |
| --------------------------- | ------- | --------------------------- | ----- | ------ |
| Cercle Dijon Bourgogne (D1) | .. – .. | Issy-les-Moulineaux HB (D1) | ..-.. | ..-..  |
| SC Angoulême (D1)           | .. – .. | ES Besançon (D1)            | ..-.. | ..-..  |
| Le Havre AC (D1)            | .. – .. | HB Metz Métropole (D1)      | ..-.. | ..-..  |
| HBC Nîmes (D1)              | .. – .. | Toulon Var Handball (D1)    | ..-.. | ..-..  |

### Tableau final
|  | Demi-finales 26/04/2003 | Demi-finales 26/04/2003 |                |    | Finale 27/04/2003 | Finale 27/04/2003 |
|  | Demi-finales 26/04/2003 | Demi-finales 26/04/2003 |                |    | Finale 27/04/2003 | Finale 27/04/2003 |
|  |                         |                         |                |    |                   |                   |
|  |                         |                         |                |    |                   |                   |
|  |                         |                         |                |    |                   |                   |
|  | HB Metz Métropole (D1)  | 25                      |                |    |                   |                   |
|  | HB Metz Métropole (D1)  | 25                      |                |    |                   |                   |
|  | HBC Nîmes (D1)          | 27                      |                |    |                   |                   |
|  | HBC Nîmes (D1)          | 27                      | HBC Nîmes (D1) | 21 |                   |                   |
|  |                         |                         | HBC Nîmes (D1) | 21 |                   |                   |
|  |                         | ES Besançon (D1)        | 29             |    |                   |                   |
|  | Dijon Bourgogne (D1)    | ES Besançon (D1)        | 29             | 29 |                   |                   |
|  | Dijon Bourgogne (D1)    |                         |                | 29 |                   |                   |
|  | ES Besançon (D1)        | 30                      |                |    |                   |                   |
|  | ES Besançon (D1)        | 30                      |                |    |                   |                   |

Source : « Hand Infos n°245 : Coupes de France féminine - Résultats week-end final », sur www.ff-handball.org, Fédération française de handball, 29 avril 2003, p. 1

## Finale
| 27 avril 2003 | HBC Nîmes              | 21 - 29   | ES Besançon                        | Gymnase Le Grand Coudret, Saintes Affluence : 1 000 Arbitrage : Odile Marcet et Sylvie Borotti |
| 27 avril 2003 | Nathalie Macra, 6 buts | (13 - 18) | Véronique Pecqueux-Rolland, 7 buts | Gymnase Le Grand Coudret, Saintes Affluence : 1 000 Arbitrage : Odile Marcet et Sylvie Borotti |
| 27 avril 2003 |                        |           |                                    | Gymnase Le Grand Coudret, Saintes Affluence : 1 000 Arbitrage : Odile Marcet et Sylvie Borotti |

## Vainqueur
| Vainqueur de la Coupe de France 2002-2003 ES Besançon 3e victoire |